# Československá hokejová liga 1985/1986
43. ročník 1985/86 se hrál pod názvem I. liga.

## Herní systém
12 účastníků hrálo v jedné skupině nejprve dvoukolově systémem každý s každým. Poté následovala tzv. nadstavbová část, kdy se mužstva umístěná po 22. kole na sudých místech utkala s mužstvy umístěnými na lichých místech dvoukolově, odvety se hrály bezprostředně po prvním utkání, a to na hřištích soupeřů. Výsledky z předchozích 22 kol se započítávaly.
Po takto odehraných 34 kolech se hrálo systémem play-off, kdy se utkali soupeři umístění na 1. a 8. místě, na 2. a 7. místě, na 3. a 6. místě a na 4. a 5. místě na 3 vítězné zápasy. V tomto ročníku se systémem play-off hrálo i o další umístění, kdy se mužstva vyřazená v 1. kole utkala na 2 vítězné zápasy.
Týmy umístěné po 34. kole na 9. - 12. místě hrály soutěž o udržení čtyřkolově systémem každý s každým. Výsledky předchozích zápasů se do soutěže nezapočítávaly, ale mužstva před zahájením získávala bodové bonifikace podle umístění po 34. kole (mužstvo na 9. místě dostalo 3 body, mužstvo na 10. místě 2 body a mužstvo na 11. místě 1 bod). Tým umístěný po takto odehraných 12 kolech na posledním místě (Poldi SONP Kladno) sestupoval přímo do příslušné národní ligy.
Kvalifikace o I. ligu se hrála systémem play-off na 3 vítězné zápasy, když se spolu utkala vítězná mužstva obou národních lig:
TJ Vítkovice - VTJ Michalovce 3:0 na zápasy (jednotlivé zápasy 4:0, 8:4, 6:2). Účast v příštím ročníku si tak vybojovalo mužstvo TJ Vítkovice.

## Pořadí po 34 kolech
| Poř. | Tým                     | Zápasy | Výhry | Remízy | Porážky | Skóre   | Body |
| ---- | ----------------------- | ------ | ----- | ------ | ------- | ------- | ---- |
| 1    | VSŽ Košice              | 34     | 23    | 2      | 9       | 159:109 | 48   |
| 2    | CHZ Litvínov            | 34     | 20    | 4      | 10      | 162:128 | 44   |
| 3    | HC Dukla Jihlava        | 34     | 16    | 8      | 10      | 116:84  | 40   |
| 4    | Tesla Pardubice         | 34     | 15    | 7      | 12      | 122:108 | 37   |
| 5    | HK Dukla Trenčín        | 34     | 14    | 8      | 12      | 121:123 | 36   |
| 6    | TJ Gottwaldov           | 34     | 15    | 5      | 14      | 123:102 | 35   |
| 7    | Škoda Plzeň             | 34     | 16    | 3      | 15      | 125:128 | 35   |
| 8    | Sparta ČKD Praha        | 34     | 14    | 6      | 14      | 101:107 | 34   |
| 9    | Motor České Budějovice  | 34     | 15    | 3      | 16      | 117:116 | 33   |
| 10   | Poldi SONP Kladno       | 34     | 14    | 2      | 18      | 117:145 | 30   |
| 11   | Slovan CHZJD Bratislava | 34     | 7     | 6      | 21      | 97:145  | 20   |
| 12   | Zetor Brno              | 34     | 6     | 4      | 24      | 76:141  | 16   |

## Play-off

### Vyřazovací boje
|  | Čtvrtfinále      | Čtvrtfinále      |              |   | Semifinále | Semifinále |  |  | Finále | Finále |
|  |                  |                  |              |   |            |            |  |  |        |        |
|  |                  |                  |              |   |            |            |  |  |        |        |
|  | Sparta ČKD Praha | 1                |              |   |            |            |  |  |        |        |
|  | Sparta ČKD Praha | 1                |              |   |            |            |  |  |        |        |
|  | VSŽ Košice       | 3                |              |   |            |            |  |  |        |        |
|  | VSŽ Košice       | 3                | VSŽ Košice   | 3 |            |            |  |  |        |        |
|  |                  |                  | VSŽ Košice   | 3 |            |            |  |  |        |        |
|  |                  | Tesla Pardubice  | 2            |   |            |            |  |  |        |        |
|  | Tesla Pardubice  | Tesla Pardubice  | 2            | 3 |            |            |  |  |        |        |
|  | Tesla Pardubice  |                  |              | 3 |            |            |  |  |        |        |
|  | HK Dukla Trenčín | 2                |              |   |            |            |  |  |        |        |
|  | HK Dukla Trenčín | 2                | VSŽ Košice   | 3 |            |            |  |  |        |        |
|  |                  |                  | VSŽ Košice   | 3 |            |            |  |  |        |        |
|  |                  | HC Dukla Jihlava | 2            |   |            |            |  |  |        |        |
|  | CHZ Litvínov     | HC Dukla Jihlava | 2            | 3 |            |            |  |  |        |        |
|  | CHZ Litvínov     |                  |              | 3 |            |            |  |  |        |        |
|  | Škoda Plzeň      | 0                |              |   |            |            |  |  |        |        |
|  | Škoda Plzeň      | 0                | CHZ Litvínov | 2 |            |            |  |  |        |        |
|  |                  |                  | CHZ Litvínov | 2 |            |            |  |  |        |        |
|  |                  | HC Dukla Jihlava | 3            |   |            |            |  |  |        |        |
|  | HC Dukla Jihlava | HC Dukla Jihlava | 3            | 3 |            |            |  |  |        |        |
|  | HC Dukla Jihlava |                  |              | 3 |            |            |  |  |        |        |
|  | TJ Gottwaldov    | 0                |              |   |            |            |  |  |        |        |
|  | TJ Gottwaldov    | 0                |              |   |            |            |  |  |        |        |

### Čtvrtfinále
- VSŽ Košice - Sparta ČKD Praha 4:2 (0:1,0:1,4:0)
- VSŽ Košice - Sparta ČKD Praha 3:0 (1:0,1:0,1:0)
- Sparta ČKD Praha - VSŽ Košice 6:0 (1:0,0:0,5:0)
- Sparta ČKD Praha - VSŽ Košice 3:4 (2:1,0:2,1:1)
- VSŽ Košice - Sparta ČKD Praha na zápasy 3:1

- CHZ Litvínov - Škoda Plzeň 7:6 (2:4,3:0,2:2)
- CHZ Litvínov - Škoda Plzeň 10:3 (2:1,4:1,4:1)
- Škoda Plzeň - CHZ Litvínov 5:7 (2:3,1:2,2:2)
- CHZ Litvínov - Škoda Plzeň na zápasy 3:0

- Dukla Jihlava - TJ Gottwaldov 9:4 (3:1,3:0,3:3)
- Dukla Jihlava - TJ Gottwaldov 4:1 (1:1,2:0,1:0)
- TJ Gottwaldov - Dukla Jihlava 2:4 (0:3,1:0,1:1)
- Dukla Jihlava - TJ Gottwaldov na zápasy 3:0

- Tesla Pardubice - Dukla Trenčín 3:1 (0:1,1:0,2:0)
- Tesla Pardubice - Dukla Trenčín 4:1 (3:0,0:1,1:0)
- Dukla Trenčín - Tesla Pardubice 5:2 (1:1,3:1,1:0)
- Dukla Trenčín - Tesla Pardubice 5:4 PP (0:1,4:1,0:2,0:0,1:0)
- Tesla Pardubice - Dukla Trenčín 2:1 (1:0,0:0,1:1)
- Tesla Pardubice - HC Dukla Trenčín na zápasy 3:2

### Semifinále
- VSŽ Košice - Tesla Pardubice 2:5 (1:0,1:3,0:2)
- VSŽ Košice - Tesla Pardubice 5:2 (1:0,0:1,4:1)
- Tesla Pardubice - VSŽ Košice 2:9 (0:3,0:2,2:4)
- Tesla Pardubice - VSŽ Košice 4:1 (3:1,0:0,1:0)
- VSŽ Košice - Tesla Pardubice 4:1 (3:0,0:0,1:1)
- VSŽ Košice - Tesla Pardubice na zápasy 3:2

- CHZ Litvínov - HC Dukla Jihlava 2:4 (1:2,1:1,0:1)
- CHZ Litvínov - HC Dukla Jihlava 6:1 (2:0,2:1,2:0)
- HC Dukla Jihlava - CHZ Litvínov 5:4 SN (0:1,2:2,2:1,0:0,0:0,0:0)
- HC Dukla Jihlava - CHZ Litvínov 2:3 SN (1:1,1:1,0:0,0:0,0:0,0:0)
- CHZ Litvínov - HC Dukla Jihlava 3:4 PP (0:0,0:2,3:1,0:0,0:1)
- HC Dukla Jihlava - CHZ Litvínov na zápasy 3:2

### Finále
- VSŽ Košice - Dukla Jihlava 2:0 (2:0,0:0,0:0)
- VSŽ Košice - Dukla Jihlava 4:2 (1:0,2:0,1:2)
- Dukla Jihlava - VSŽ Košice 5:1 (2:0,1:0,2:1)
- Dukla Jihlava - VSŽ Košice 4:3 SN (1:1,0:1,2:1,0:0,0:0,0:0)
- VSŽ Košice - Dukla Jihlava 4:3 SN (2:2,1:1,0:0,0:0,0:0,0:0)
- VSŽ Košice - Dukla Jihlava na zápasy 3:2

### O umístění
Mužstva vyřazená ve čtvrtfinále spolu hrála o konečné umístění. Dvě po 34. kole nejlépe umístěná mužstva hrála o 5. - 6. místo, zbylá dvě mužstva hrála o 7. - 8. místo. Mužstva vyřazená v semifinále hrála o 3. - 4. místo.

### O 7. - 8. místo
- Sparta ČKD Praha - Škoda Plzeň 1:2 (0:0,0:2,1:0)
- Škoda Plzeň - Sparta ČKD Praha 6:5 (3:0,3:2,0:3)
- Škoda Plzeň - Sparta ČKD Praha na zápasy 2:0

### O 5. - 6. místo
- TJ Gottwaldov - Dukla Trenčín 5:3 (2:2,0:1,3:0)
- Dukla Trenčín - TJ Gottwaldov 3:9 (2:0,0:6,1:3)
- TJ Gottwaldov - HK Dukla Trenčín na zápasy 2:0

### O 3. - 4. místo
- Tesla Pardubice - CHZ Litvínov 6:7 (2:1,3:5,1:1)
- CHZ Litvínov - Tesla Pardubice 4:5 SN (2:3,1:1,1:0,0:0,0:0,0:0)
- CHZ Litvínov - Tesla Pardubice 3:4 (1:1,2:3,0:0)
- Tesla Pardubice - CHZ Litvínov na zápasy 2:1

## Skupina o udržení
| Poř. | Tým                    | Zápasy | Bonifikace | Skóre | Body |
| ---- | ---------------------- | ------ | ---------- | ----- | ---- |
| 9    | HC Slovan Bratislava   | 12     | 1          | 55:36 | 15   |
| 10   | Zetor Brno             | 12     | 0          | 42:38 | 14   |
| 11   | Motor České Budějovice | 12     | 3          | 46:54 | 14   |
| 12   | Poldi SONP Kladno      | 12     | 2          | 35:50 | 11   |

## Nejproduktivnější hráči základní části
| Poř. | Hráč             | Mužstvo                | Utkání | Branky | Asistence | Body |
| ---- | ---------------- | ---------------------- | ------ | ------ | --------- | ---- |
| 1    | Igor Liba        | VSŽ Košice             | 34     | 25     | 29        | 54   |
| 2    | Vladimír Růžička | CHZ Litvínov           | 34     | 28     | 23        | 51   |
| 3    | Ján Vodila       | VSŽ Košice             | 27     | 28     | 17        | 45   |
| 4    | Jiří Hrdina      | Sparta ČKD Praha       | 34     | 26     | 19        | 45   |
| 5    | Vladimír Caldr   | Motor České Budějovice | 33     | 16     | 26        | 42   |
| 6    | Otakar Janecký   | Tesla Pardubice        | 34     | 21     | 20        | 41   |
| 7    | Otakar Janecký   | Tesla Pardubice        | 34     | 13     | 22        | 35   |
| 8    | Petr Rosol       | CHZ Litvínov           | 30     | 22     | 17        | 39   |
| 9    | Miroslav Ihnačák | VSŽ Košice             | 22     | 16     | 16        | 32   |
| 10   | Josef Táflík     | Škoda Plzeň            | 34     | 18     | 13        | 31   |
| 11   | Václav Sýkora    | Poldi SONP Kladno      | 34     | 15     | 16        | 31   |

## Nejproduktivnější hráči play-off
| Poř. | Hráč             | Mužstvo          | Utkání | Branky | Asistence | Body |
| ---- | ---------------- | ---------------- | ------ | ------ | --------- | ---- |
| 1    | Vladimír Růžička | CHZ Litvínov     | 9      | 13     | 9         | 22   |
| 2    | Petr Rosol       | CHZ Litvínov     | 10     | 9      | 7         | 16   |
| 3    | Igor Liba        | VSŽ Košice       | 14     | 6      | 7         | 13   |
| 4    | Otakar Janecký   | Tesla Pardubice  | 13     | 5      | 7         | 12   |
| 5    | Robert Vršanský  | Tesla Pardubice  | 13     | 3      | 9         | 12   |
| 6    | Oldřich Válek    | HC Dukla Jihlava | 13     | 8      | 3         | 11   |
| 7    | Mojmír Božík     | VSŽ Košice       | 14     | 6      | 5         | 11   |
| 8    | Josef Slavík     | Tesla Pardubice  | 13     | 5      | 6         | 11   |
| 9    | Vladimír Svitek  | VSŽ Košice       | 14     | 4      | 7         | 11   |
| 10   | Vladimír Jeřábek | CHZ Litvínov     | 11     | 6      | 4         | 10   |

## Soupisky mužstev

### TJ CHZ Litvínov
Jan Hrabák (33/3,63/87,3/-)
Miroslav Kapoun (15/3,49/-/-),
Luděk Výborný (3/3,33/-/-) -
Martin Čmerda (1/0/0/-),
Martin Dům (1/0/0/-),
Zdeněk Chuchel (20/3/3/-),
Arnold Kadlec (27/4/23/-),
Jordan Karagavrilidis (44/9/11/-),
Vladimír Macholda (44/6/7/13),
František Pospíšil (22/2/2/-),
Kamil Prachař (33/3/1/-),
František Procházka (44/12/11/23/26),
Ondřej Weissmann (43/6/5/-) -
Evžen Gál (8/0/0/-),
Jiří Heinisch (33/11/6/-),
Miroslav Holenda (12/0/0/-),
Jaroslav Hübl (45/14/10/24),
Josef Chabroň (44/16/9/-),
Vladimír Jeřábek (45/18/18/-),
Jindřich Kokrment (41/14/14/-),
Vladimír Kýhos (31/9/15/-),
Petr Rosol (40/31/24/-),
Vladimír Růžička (43/41/32/-),
Karel Slunéčko (33/7/6/-),
Miloš Tarant (45/12/10/-),
Ladislav Žák (15/0/0/0)

### TJ Gottwaldov
Pavel Kněžický (6/3,62/82,6/-),
Jiří Svoboda (29/2,89/89,9/-) -
Zdeněk Albrecht (20/4/4/10/17),
Miroslav Kořený (32/1/2/26/-6),
Miroslav Majerník (5/0/0/6/-4),
Gustav Peterka (34/1/2/28/15),
Pavel Petřík (3/0/0/2/-3),
Roman Pokorný (1/0/0/0/2),
Miloslav Sedlák (24/0/6/4/-10),
Antonín Stavjaňa (34/10/8/12/37),
Robert Svoboda (21/1/2/10/6),
Roman Valla (17/2/2/8/1),
Zdeněk Venera (33/2/3/46/18) -
Karel Buřič (31/8/4/-/-6),
Zdeněk Čech (34/11/7/10/4),
Milan Dobiášek (32/12/9/-/-18),
Miroslav Chalánek (26/5/5/-/-4),
Pavel Jiskra (31/7/10/-/16),
Tomáš Kapusta (27/3/1/-/-12),
Milan Maruška (21/2/6/-/1),
Luděk Pelc (34/8/17/-/3),
Radim Raděvič (27/10/5/-/14),
Miloš Říha (6/0/1/2/-)),
Jaroslav Santarius (20/8/6/-/13),
Lubomír Václavíček (27/4/1/-/-13),
Petr Vaculík (23/2/4/-/-2),
Rostislav Vlach (32/19/7/-/-13),
Jiří Vodák (8/0/0/-/-)

### TJ Zetor Brno
František Jelínek (12/4,00/-/-),
Karel Lang (40/3,45/89,0/-),
Dalibor Mátl (1/-/-/-) –
Radovan Bártek (25/0/3/14),
Milan Figala (44/5/4/2),
Milan Florian (26/3/3/16),
Zdeněk Moučka (24/0/2/2),
Milan Murín (45/3/3/26),
Lubomír Oslizlo (44/4/10/70),
Radek Radvan (44/5/4/14),
Otto Železný (41/0/9/-),
Petr Žváček (1/0/0/0) –
Zdeněk Balabán (13/1/0/2),
Martin Hrstka (29/7/2/-),
Petr Hubáček (37/8/3/26),
Jaromír Korotvička (20/3/0/6),
Robert Kron (44/5/6/-),
Petr Kučírek (25/1/1/-),
Karel Nekola (35/8/6/0),
Pavel Nohel (1/0/0/0),
Jiří Otoupalík (43/22/7/28),
Alexandr Prát (44/8/20/-),
Jiří Rech (43/7/10/22),
Tomáš Sršeň (40/6/5/44),
František Šebela (7/2/0/-),
Ladislav Trešl (38/7/7/24),
Leoš Zajíc (43/13/4/-) –
trenéři Rudolf Potsch (do 12. 10. 1985), Lubomír Hrstka a Vladimír Dzurilla (od 12. 10. 1985), asistent Lubomír Hrstka
Poznámky:
- údaje v závorce za jménem (počet utkání/góly/asistence/trestné minuty/bilance +/-), u brankářů (počet utkání/průměr obdržených gólů na utkání/% úspěšnosti/trestné minuty)

## Zajímavosti
- TJ Gottwaldov dosáhla proti pozdějšímu mistru VSŽ Košice výhry 12:0.
- Nejlepší střelec ročníku:  Vladimír Růžička - 41 gólů
- Od tohoto ročníku ligy se hraje závěr soutěže systémem play-off nepřetržitě dodnes.

## Rozhodčí

### Hlavní
- Jiří Adam
- Stanislav Gottwald
- Milan Jirka
- Milan Kokš
- Jiří Lípa
- Peter Peterčák
- František Pěkný
- Karel Říha
- Jiří Šrom
- Vladimír Šubrt
- Ivan Šutka
- Jan Tatíček (do 21. kola)
- Jozef Vrábel
- Jozef Zavarský

### Čároví
- Ivan Beneš -  Miloš Grúň
- Jaroslav Beránek -  Jindřich Simandl
- Jiří Brunclík -  Ladislav Rouspetr
- Roman Bucala -  Boris Janíček
- Milan Duba -  Zdeněk Novák
- Alexander Fedoročko -  Jan Šimák
- Josef Furmánek -  Miroslav Lipina
- Martin Horský -   Ján  Rychlík
- Jozef Kriška -  Slavomír Caban
- Tomáš Malý -  Ivan Koval
- Rudolf Potsch -  Michal Unzeitig
- Mojmír Šatava -  Vítězslav Vala
- Jan Tatíček (od 21. kola) -  Pavel Šafařík
- Milan Trněný